# Basket-ball en Espagne
Cet article traite du basket-ball en Espagne.

## Organisation
Le basket-ball est géré en Espagne par la Fédération espagnole de basket-ball (FEB) fondée en 1923.
L'équipe d'Espagne de basket-ball et l'équipe d'Espagne de basket-ball féminin représentent l'Espagne dans les compétitions internationales.

## Historique
Le Championnat d'Espagne de basket-ball se dispute déjà avant la Grande Guerre, mais a connu une réelle organisation à partir de 1956 lorsque la fédération espagnole décida de rendre son élite professionnelle en créant la Liga Española de Baloncesto.
Depuis, un désaccord avec l'Asociación de Clubs de Baloncesto a fait disparaître cette élite professionnelle sous l'égide de la fédération.
Ainsi, depuis 1983, le découpage des divisions s'opère ainsi: il existe trois divisions professionnelle, le plus haut niveau, la Liga ACB appartient à l'Asociación de Clubs de Baloncesto, les deux suivants (la Liga Española de Baloncesto et la Liga LEB-2) sont sous l'égide de la fédération.
La fédération possède également le 4e échelon national dénommé EBA.
| Niveau\Années | 1957–83     | 1983–94 | 1994–96     | 1996–2000                 | 2000–07                       | 2007–09                       | 2009–                         |
| ------------- | ----------- | ------- | ----------- | ------------------------- | ----------------------------- | ----------------------------- | ----------------------------- |
| 1             | 1ª División | ACB     | ACB         | ACB                       | ACB                           | ACB                           | ACB                           |
| 2             | 1ª B        | 1ª B    | EBA         | LEB (LEB Oro depuis 2007) | LEB (LEB Oro depuis 2007)     | LEB (LEB Oro depuis 2007)     | LEB (LEB Oro depuis 2007)     |
| 3             | -           | -       | 1ª División | EBA                       | LEB-2 (LEB Plata depuis 2007) | LEB-2 (LEB Plata depuis 2007) | LEB-2 (LEB Plata depuis 2007) |
| 4             | -           | -       | -           | 1ª División               | EBA                           | LEB Bronce                    | EBA                           |
| 5             | -           | -       | -           | -                         | 1ª División                   | EBA                           | 1ª División                   |
| 6             | -           | -       | -           | -                         | -                             | 1ª División                   | -                             |
| 7             | -           | -       | -           | -                         | -                             | -                             | -                             |

Le championnat féminin est lui décomposé en 2 divisions professionnelles, avant le découpage amateur national et provincial. L'ensemble des divisions sont la propriété de la fédération espagnole. Les 2 divisions professionnelles s'appellent Liga Femenina et Liga Femenina 2.

## Ordre des divisions

### Masculin
| Niveau | Ligue                                                             | Ligue                                                             | Ligue                                                             | Ligue                                                             | Ligue                                                             |
| ------ | ----------------------------------------------------------------- | ----------------------------------------------------------------- | ----------------------------------------------------------------- | ----------------------------------------------------------------- | ----------------------------------------------------------------- |
| 1      | Liga ACB (18 équipes) (auparavant Ligue espagnole de basket-ball) | Liga ACB (18 équipes) (auparavant Ligue espagnole de basket-ball) | Liga ACB (18 équipes) (auparavant Ligue espagnole de basket-ball) | Liga ACB (18 équipes) (auparavant Ligue espagnole de basket-ball) | Liga ACB (18 équipes) (auparavant Ligue espagnole de basket-ball) |
| 2      | LEB Oro (14 équipes)                                              | LEB Oro (14 équipes)                                              | LEB Oro (14 équipes)                                              | LEB Oro (14 équipes)                                              | LEB Oro (14 équipes)                                              |
| 3      | LEB Plata (13 équipes)                                            | LEB Plata (13 équipes)                                            | LEB Plata (13 équipes)                                            | LEB Plata (13 équipes)                                            | LEB Plata (13 équipes)                                            |
| 4      | Liga EBA Groupe A                                                 | Liga EBA Groupe B                                                 | Liga EBA Groupe C                                                 | Liga EBA Groupe D                                                 | Liga EBA Groupe E                                                 |
| 5      | Primera División (14 groupes)                                     | Primera División (14 groupes)                                     | Primera División (14 groupes)                                     | Primera División (14 groupes)                                     | Primera División (14 groupes)                                     |
|        | Divisions régionales                                              |                                                                   |                                                                   |                                                                   |                                                                   |

- Primera División de Baloncesto (14 groupes, un pour chaque communauté autonome sauf au Pays basque, à La Rioja et en Communauté forale de Navarre, qui partage le même groupe, tout comme la Communauté valencienne et la Région de Murcie); en Catalonia, elle est connue sous le nom de Copa Catalunya.

#### Divisions inférieures
Pour la saison 2012–13, les divisions inférieures pour chaque communauté autonome sont les suivantes :
| Communautés autonomes    | Niveau 5                                 | Niveau 6                                    | Niveau 7                                    | Niveau 8                                  | Niveau 9                           |
| ------------------------ | ---------------------------------------- | ------------------------------------------- | ------------------------------------------- | ----------------------------------------- | ---------------------------------- |
| Galicie                  | 1re Division (13 équipes)                | 2e Division (2 groupes de 11 équipes)       | 3e Division -                               | 4e Division -                             | Aucun                              |
| Cantabrie                | 1ª División (8 équipes)                  | 2e Division (24 équipes)                    | Aucun                                       | Aucun                                     | Aucun                              |
| Castille-et-León         | 1re Division (7 équipes)                 | Ligues provinciales                         | Ligues provinciales                         | Ligues provinciales                       | Ligues provinciales                |
| Principauté des Asturies | 1re Division (14 équipes)                | 1° Autonómica (16 équipes)                  | 2° Autonómica (9 équipes)                   | Aucun                                     | Aucun                              |
| Pays basque              | 1re Division (16 équipes)                | 1° Autonómica (15 équipes)                  | Ligues provinciales                         | Ligues provinciales                       | Ligues provinciales                |
| La Rioja                 | 1re Division (16 équipes)                | 2° Interautonómica (14 équipes)             | senior Masculina -                          | Aucun                                     | Aucun                              |
| Navarre                  | 1re Division (16 équipes)                | 2° Interautonómica (14 équipes)             | 1° Autonómica (12 équipes)                  | 2° Autonómica (10 équipes)                | Aucun                              |
| Aragon                   | 1° Division (10 équipes)                 | 1° Aragonesa (12 équipes)                   | 2° Aragonesa (2 groupes de 10 équipes)      | 3° Aragonesa (2 groupes de 9 équipes)     | Aucun                              |
| Îles Baléares            | 1° Division (9 équipes)                  | Ligues insulaires                           | Ligues insulaires                           | Ligues insulaires                         | Ligues insulaires                  |
| Catalogne                | Copa Catalunya (2 groupes de 16 équipes) | CC 1° Categoria (3 groupes de 16 équipes)   | CC 2° Categoria (4 groupes de 16 équipes)   | CC 3° Categoria (8 groupes de 16 équipes) | Ligues provinciales                |
| Communauté de Madrid     | 1° Division (2 groupes de 12 équipes)    | 1° Autonómica A (2 groupes de 12 équipes)   | 1° Autonómica B (2 groupes de 12 équipes)   | 2° Autonómica                             | Ligues locales                     |
| Castille-La Manche       | 1° Division (14 équipes)                 | 1° Autonómica (12 équipes)                  | 2° Autonómica (33 équipes en 4 groupes)     | 3° Autonómica (11 équipes)                | Aucun                              |
| Communauté valencienne   | 1° Division (2 groupes de 14 équipes)    | senior Autonómico (3 groupes de 14 équipes) | senior Preferente (55 équipes en 4 groupes) | 1° Zonal (69 équipes en 5 groupes)        | 2° Zonal (72 équipes en 6 groupes) |
| Région de Murcie         | 1° Division (2 groupes de 14 équipes)    | 1° Autonómica (10 équipes)                  | 2° Autonómica (23 équipes en 2 groupes)     | Aucun                                     | Aucun                              |
| Estrémadure              | 1° Division (-)                          | Ligues provinciales                         | Ligues provinciales                         | Ligues provinciales                       | Ligues provinciales                |
| Andalousie               | 1° Division (24 équipes)                 | Ligues provinciales                         | Ligues provinciales                         | Ligues provinciales                       | Ligues provinciales                |
| Îles Canaries            | 1° Division (8 équipes)                  | Ligues provinciales et insulaires           | Ligues provinciales et insulaires           | Ligues provinciales et insulaires         | Ligues provinciales et insulaires  |

### Féminin
| Niveau | Ligue                                 | Ligue                                 | Ligue                                 | Ligue                                 | Ligue                                 | Ligue                                 | Ligue                                 | Ligue                                 | Ligue                                 | Ligue                                 |
| ------ | ------------------------------------- | ------------------------------------- | ------------------------------------- | ------------------------------------- | ------------------------------------- | ------------------------------------- | ------------------------------------- | ------------------------------------- | ------------------------------------- | ------------------------------------- |
| 1      | Liga Femenina (14 équipes)            | Liga Femenina (14 équipes)            | Liga Femenina (14 équipes)            | Liga Femenina (14 équipes)            | Liga Femenina (14 équipes)            | Liga Femenina (14 équipes)            | Liga Femenina (14 équipes)            | Liga Femenina (14 équipes)            | Liga Femenina (14 équipes)            | Liga Femenina (14 équipes)            |
| 2      | Liga Femenina 2 Groupe A (12 équipes) | Liga Femenina 2 Groupe A (12 équipes) | Liga Femenina 2 Groupe A (12 équipes) | Liga Femenina 2 Groupe A (12 équipes) | Liga Femenina 2 Groupe A (12 équipes) | Liga Femenina 2 Groupe B (12 équipes) | Liga Femenina 2 Groupe B (12 équipes) | Liga Femenina 2 Groupe B (12 équipes) | Liga Femenina 2 Groupe B (12 équipes) | Liga Femenina 2 Groupe B (12 équipes) |
| 3      | 1e Division Groupe A                  | 1e Division Groupe A                  | 1e Division Groupe B                  | 1e Division Groupe B                  | 1e Division Groupe C                  | 1e Division Groupe C                  | 1e Division Groupe D                  | 1e Division Groupe D                  | 1e Division Groupe E                  | 1e Division Groupe E                  |
| 4      | Divisions régionales                  | Divisions régionales                  | Divisions régionales                  | Divisions régionales                  | Divisions régionales                  | Divisions régionales                  | Divisions régionales                  | Divisions régionales                  | Divisions régionales                  | Divisions régionales                  |